# Rudimental
Rudimental est un groupe britannique de drum and bass, originaire de Hackney, Londres, en Angleterre. Il est composé de Piers Agget, Kesi Dryden, et Leon Rolle. Le groupe est nommé pour le Mercury Music Prize 2013. Il gagne plusieurs prix, dont un Brit Award, et Mobo Award dans la catégorie du « meilleur album ». Rudimental est nommé aux MTV Europe Music Awards dans les catégories « révélation 2013 » et « meilleur groupe britannique et irlandais ».

## Histoire
Aggett, Dryden et Rolle se connaissent depuis leur plus jeune âge, ayant grandi dans la même rue et fréquenté la même école. En ce qui concerne le nom « Rudimental », Kesi Dryden déclare : « Quand j'étais petit, je prenais des leçons de piano. Il y avait un livre qui s'appelait le Livre des rudiments (Book of Rudiments), et mon professeur me reprochait toujours de l'oublier. J'entendais toujours « rudiments, rudiments, où sont tes rudiments ? Quand j'étais adolescent, je me cherchais un nom de producteur, et je m'appelais « Rudiments ». Et quand on a commencé à collaborer et à faire de la musique ensemble, Rudimental s'est avéré être un meilleur nom de groupe. »
Fin 2011, le groupe contacte Amir Amor en tant que producteur et auteur-compositeur. Cette première collaboration donne naissance aux morceaux Feel the Love, Not Giving In et Spoons. Il est ensuite invité à rejoindre le groupe,,.
Leur premier album, Home, sort le 29 avril 2013 et débute à la première place du UK Albums Chart, tout en étant nommé pour le Mercury Music Prize. La pochette de l'album représente une scène de rue « murale de la paix » dans le quartier d'origine du groupe, Hackney. Rudimental fait un don de 10 000 £ pour assurer l'entretien de la fresque. Le groupe est également nommé pour trois MTV EMA awards à Amsterdam en novembre 2013. Le 19 octobre 2013, lors des MOBO Awards 2013 à Glasgow, Rudimental reçoit le prix du meilleur album pour Home.
Le 28 avril 2015, le groupe dévoile un nouveau morceau intitulé Never Let You Go, qui devient le premier single de leur deuxième album studio à venir. L'album, sorti le 2 octobre 2015, s'intitule We the Generation. En 2016, ils sortent un single, avec Joseph Angel, intitulé Healing. Il s'agit d'un titre plus deep house qui diffère de leurs précédents albums.
Le 6 mars 2020, Rudimental sort le morceau Krazy. Le 20 mars 2020, le morceau Easy on Me sort. Le 4 septembre 2020, Rudimental sort Come Over avec l'auteure-compositrice-interprète anglaise Anne-Marie et le rappeur anglais Tion Wayne. Le 10 décembre 2020, Rudimental sort Be the One avec les auteurs-compositeurs-interprètes anglais Morgan et Tike ainsi que le rappeur de drill Digga D. Le 18 juin 2021, Rudimental annonce le titre de leur quatrième album studio, Ground Control, ainsi que le quatrième single Straight From The Heart en featuring avec Nørskov. Le 3 septembre 2021, le groupe sort son album de 16 titres Ground Control qui comprend un refix de leur tube Ghost, sorti en 2019.

## Discographie

### Albums studio
- 2013 : Home
- 2015 : We the Generation
- 2019 : Toast to our Differences

### Singles
- 2011 : Deep in the Valley (feat. MC Shantie)
- 2011 : Speeding (featr. Adiyam)
- 2012 : Spoons (feat. MNEK et Syron)
- 2012 : Feel the Love (feat. John Newman)
- 2012 : Not Giving In (feat. John Newman et Alex Clare)
- 2013 : Waiting All Night (feat. Ella Eyre)
- 2013 : Right Here (feat. Foxes)
- 2013 : Free (feat. Emeli Sandé)
- 2014 : Powerless (feat. Becky Hill)
- 2014 : Give You Up (feat. Alex Clare)
- 2014 : Pompeii/Waiting All Night (avec Bastille feat. Ella Eyre)
- 2015 : Bloodstream (avec Ed Sheeran)
- 2015 : Never Let You Go (feat. Foy Vance)
- 2015 : I Will for Love (feat. Will Heard)
- 2015 : Rumour Mill (feat. Anne-Marie et Will Heard)
- 2015 : Lay It All on Me (feat. Ed Sheeran)
- 2017 : Sun Comes Up (feat. James Arthur)
- 2018 : These Days (feat. Jess Glynne, Macklemore et Dan Caplen)
- 2018 : Let Me Live (avec Major Lazer, Anne-Marie et Mr Eazi)